# Cap d’Agde (naturista negyed)
A Village naturiste Európa legnagyobb, 1974 óta Franciaországban működő naturista üdülőtelepe. A területén álló 9 apartmanházban, 3 villaparkban és kempingjében egy szezonban 250–350 ezer naturista tölti pihenését.

## Elhelyezkedése
Cap d’Agde a Földközi-tenger partján, Franciaország déli részén, a Languedoc-Roussillon régióhoz tartozó Hérault megyében található Agde város tengerparti üdülőhelye. Ennek naturista negyede (franciául Quartier Naturiste) Európa legnagyobb naturista üdülőtelepe (francia neve Le Village naturiste, angol szóhasználatban Naked City).
A közeli ismertebb városok Montpellier, Nîmes és Arles. A legközelebbi nemzetközi repülőtér Béziers (BZR).

## Az üdülőtelep
A naturista „falu” körbekerített, a belépéshez regisztráció szükséges. Egy időben több mint negyvenezer naturista tud itt megszállni, de szükséges az előzetes helyfoglalás, mert a nyári főszezonban (július, augusztus) jellemző a telt ház.
A negyeden belül több mint 180 kereskedelmi egység van, helyben megtalálható minden, ami a nyaraláshoz szükséges: élelmiszerüzletek (külön zöldséges, pékség, hentes is), mosoda, szolgáltatások (fodrász, tetováló stb.), ruhaboltok, éttermek, éjszakai bárok, bank, pénzkiadó automaták stb. Mindenütt természetes, általános és elvárt a ruhanélküliség.
A területnek 300 állásos saját kikötője van, és egy öt kilométer hosszú homokos tengerpart is tartozik hozzá, melyet több toronyból életmentők felügyelnek. Az évek során a parton kialakult egy rövidebb, a központi résztól távolabb eső  partszakasz, ahol többségükben (nem kizárólagosan) férfipárok napoznak, illetve kialakult egy olyan rövidebb partszakasz is ahol elfogadott a nyilvános szexuális tevékenység is (ami a többi szakaszon nem az).
A telepen szigorúan vigyáznak a biztonságra: bár a naturista közösség is nagyon figyel egymásra, és vannak önkéntesek is, de vannak ellenőrök és biztonsági őrök, éjszaka pedig gyakran rendőrök is járőröznek a nyitva tartó egységek körül.
A területen nem engedélyezett a fényképezés.

## Szálláslehetőségek
A területen (jellemzően hetes időszakokra, szombattól szombatig bérelhető) apartmanok és villaházak sokasága található.

### Apartmanházak

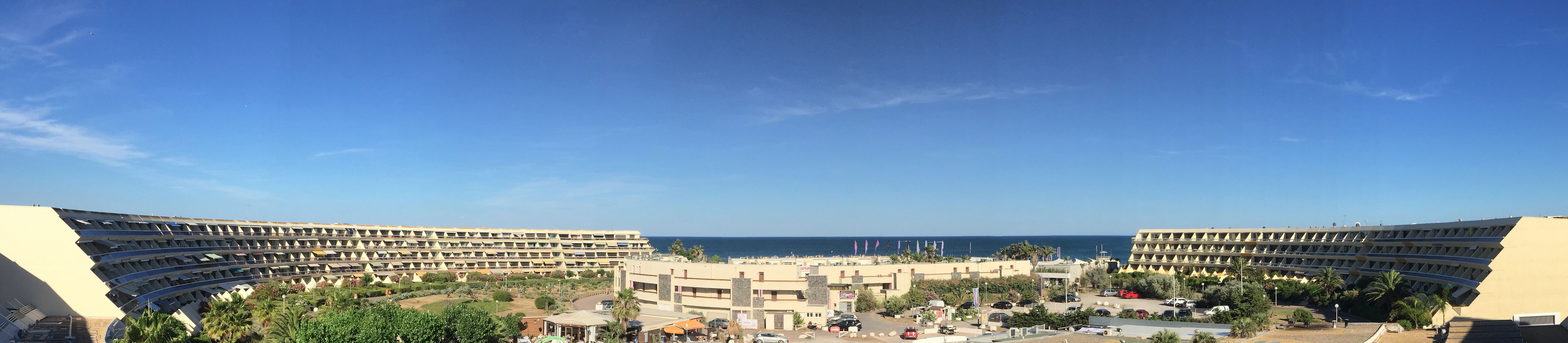
Panorámakép a Héliopolis H épületéből (előtérben a Jardain d'Eden épülete)

- Héliopolis

Egy közel 300 méter átmérőjű kör alakú, a tenger felé nyitott ötszintes épületegyüttes (A, B, C, D, E, F, G, H, J, K, L, O épületek), melyben több mint 1000 apartman található. Közepén korábban medence és teniszpályák, jelenleg üzletek, a Jardain d'Eden, illetve a Glamour Club épülete található.
- Le Jardain d'Eden
- Le Riad
- Les Jardins de la Palmeraie
- Natura Beach

A Héliopolis épületegyüttesébe betagozódó, de később megépült ötszintes épület 57 apartmannal
- Port Ambonne

Az elsők között megépült félkör alakú négyszintes épület, közepén medencével. Földszintjén üzletek és éttermek találhatóak.
- Port Nature

Az elsők között megépült L alakú épületegyüttes (1, 2, 3, 4, 5, 6, 7, 8 épületek) több mint 600 apartmannal.
- Port Soleil
- Port Venus résidence

Ötszintes épület.

### Villák
- Héliovillage
- Les Villas de Port Nature
- Port Venus village

### Kemping
Sátorral illetve lakókocsival a helyi kempingben lehet megszállni.
Az apartmanokat kezelő nagyobb, a helyszínen irodával is rendelkező ügynökségek: AGN, Foncia, Naturist.de, Peng Travel, Agence Oltra, Le Centre Naturiste Oltra, Resid, Sylviane Byll.

## Éjszakai élet
Az üdülőfalu jó helyszíne a családos naturisták kikapcsolódásának, de megtalálják a szórakozási lehetőséget az éjszakai élet izgalmait keresők is. Az este előrehaladtával a kisgyerekes családok visszavonulnak, az éjszakai szórakozóhelyek körül viszont felbukkannak kihívó öltözetű emberek is: bár a többség ilyenkor is teljesen „normális” ruhákban, vagy ruha nélkül van, de sokan próbálgatják átlépni a saját határaikat (amúgy hálószobában szokásos fehérneműkben, vagy akár jelmezekben jelennek meg). Este 10-kor számos night klub nyit ki.

## Elfogadottsága
Bár Cap d’Agde Európa legnagyobb naturista üdülőtelepe, de mivel a part bizonyos szakaszán elfogadott a szexuális tevékenység, illetve a területen belül éjszaka erotikus szórakozóhelyek is nyitva vannak, a Nemzetközi Naturista Szövetség (INF-FNI) nem fogadja el hivatalos naturista helyszínnek.

## Külső hivatkozások
- A kemping területe légi felvételről
- Az apartmanházak és a villanegyedek elhelyezkedése[halott link]
- A kemping beosztása

## Képek

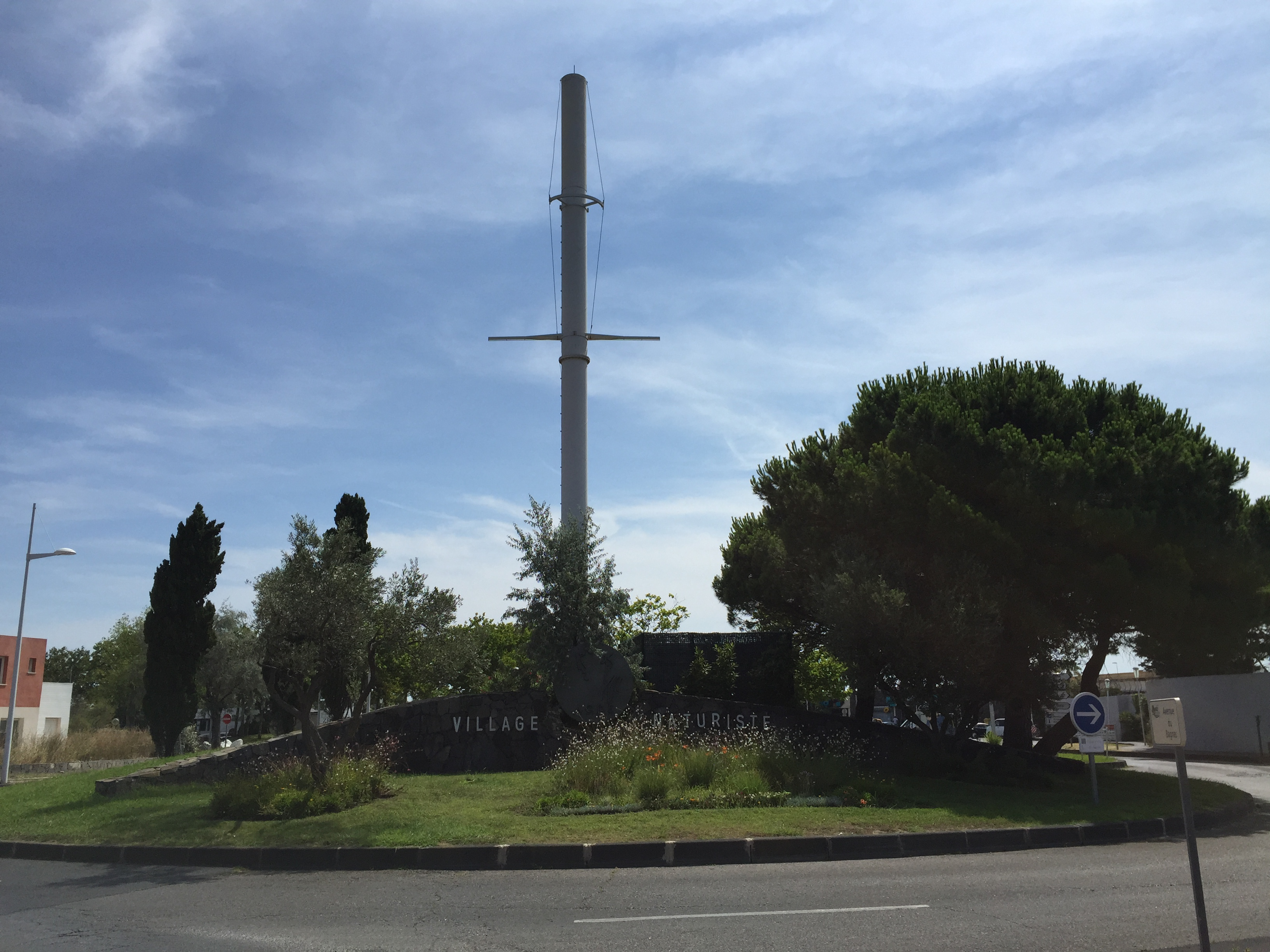
A naturista negyed bejárata
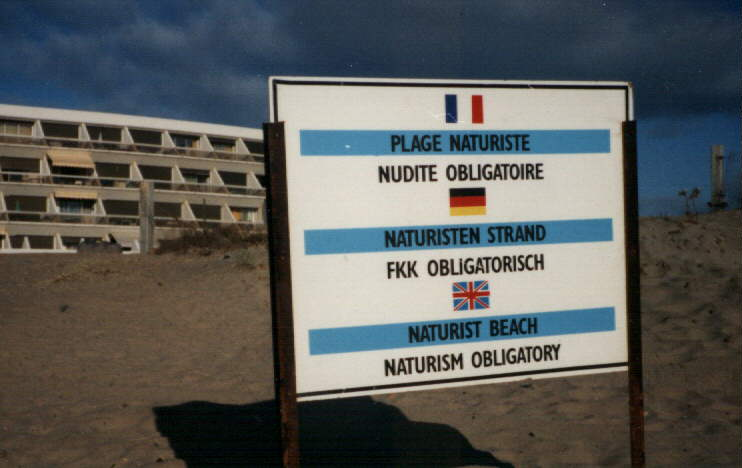
A naturista partszakaszt jelző tábla a parton
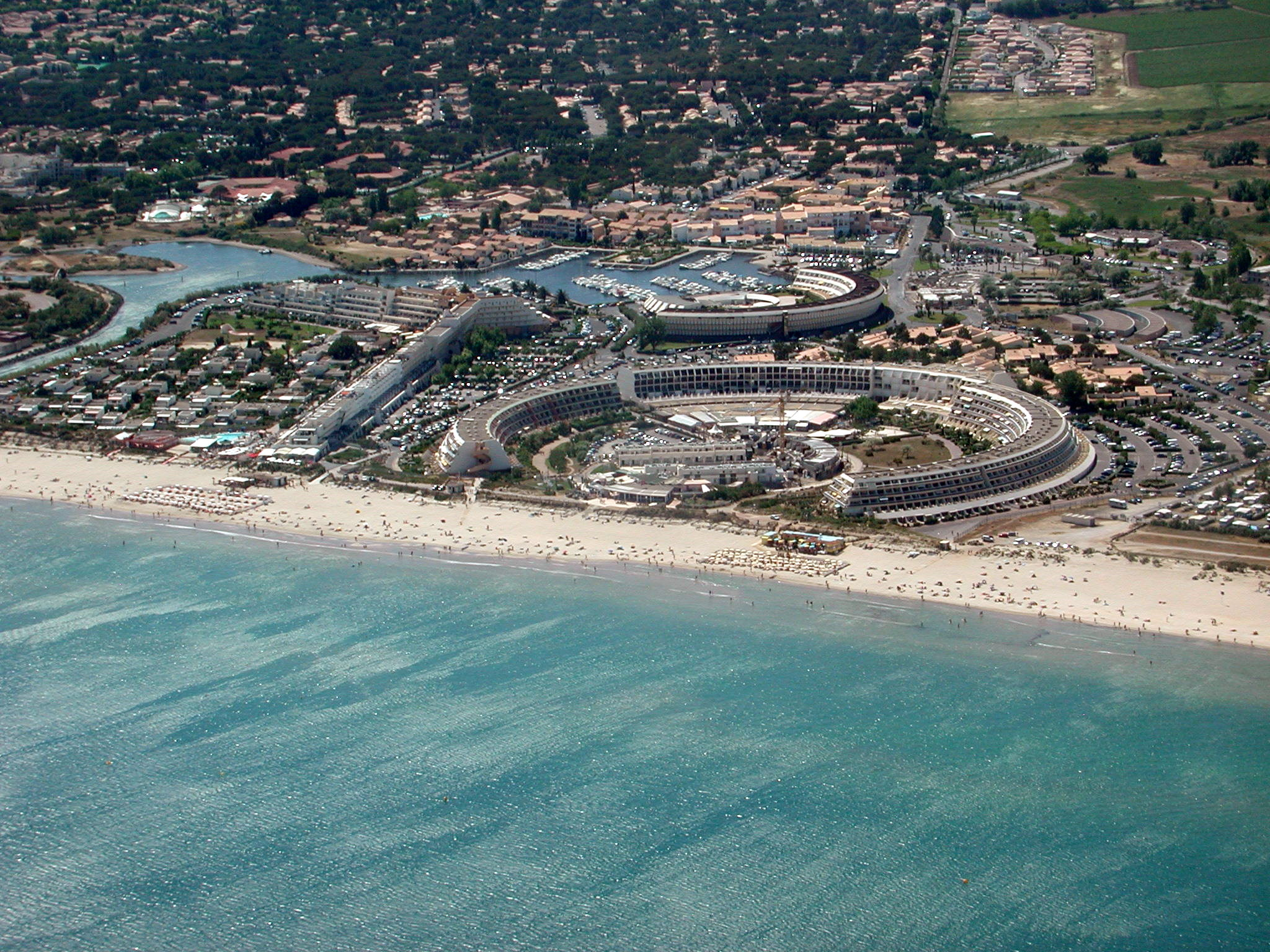
A negyed központi épületei madártávlatból
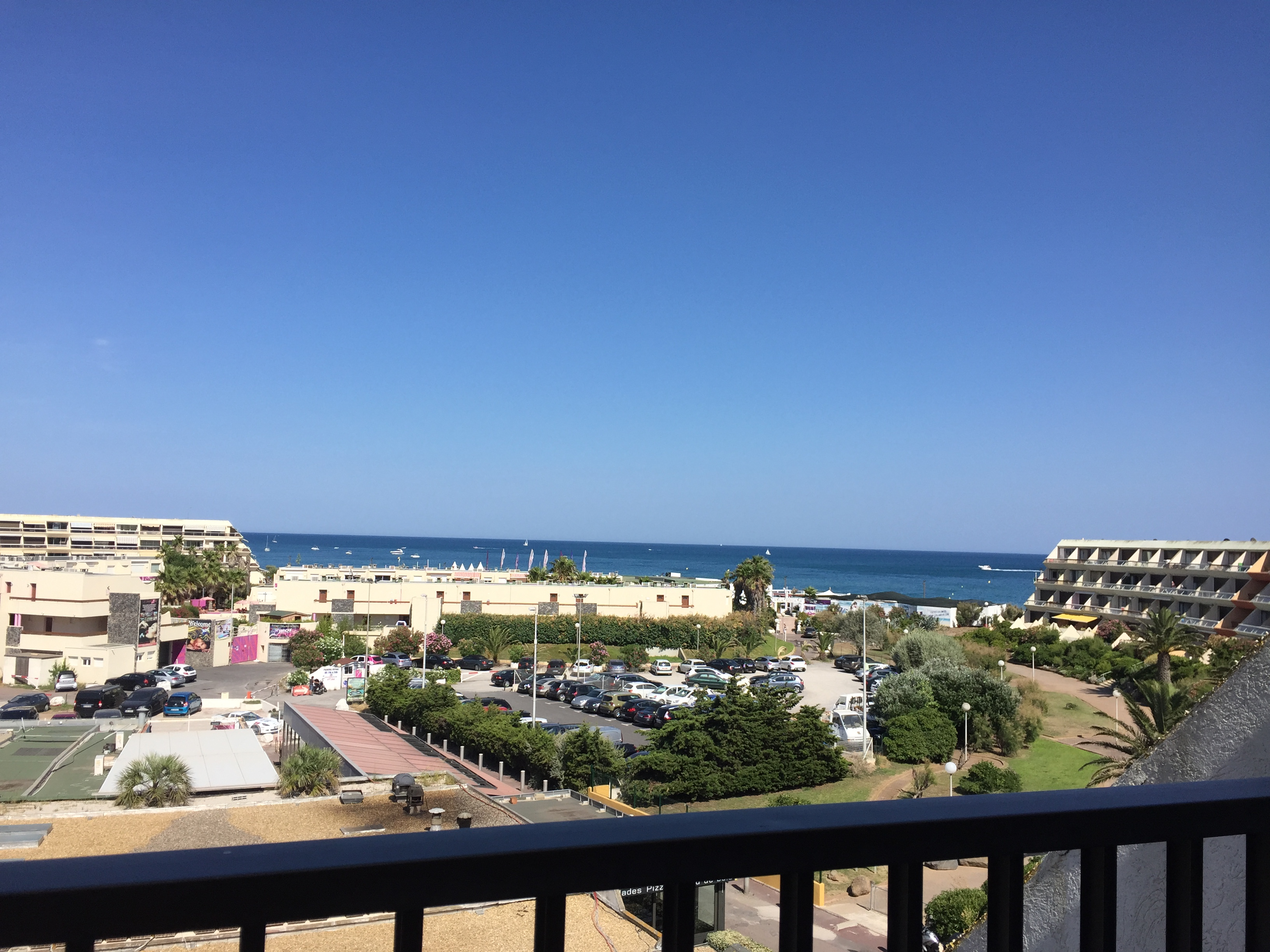
Kilátás a Héliopolis F épületéből (előtérben a Jardain d'Eden épülete)
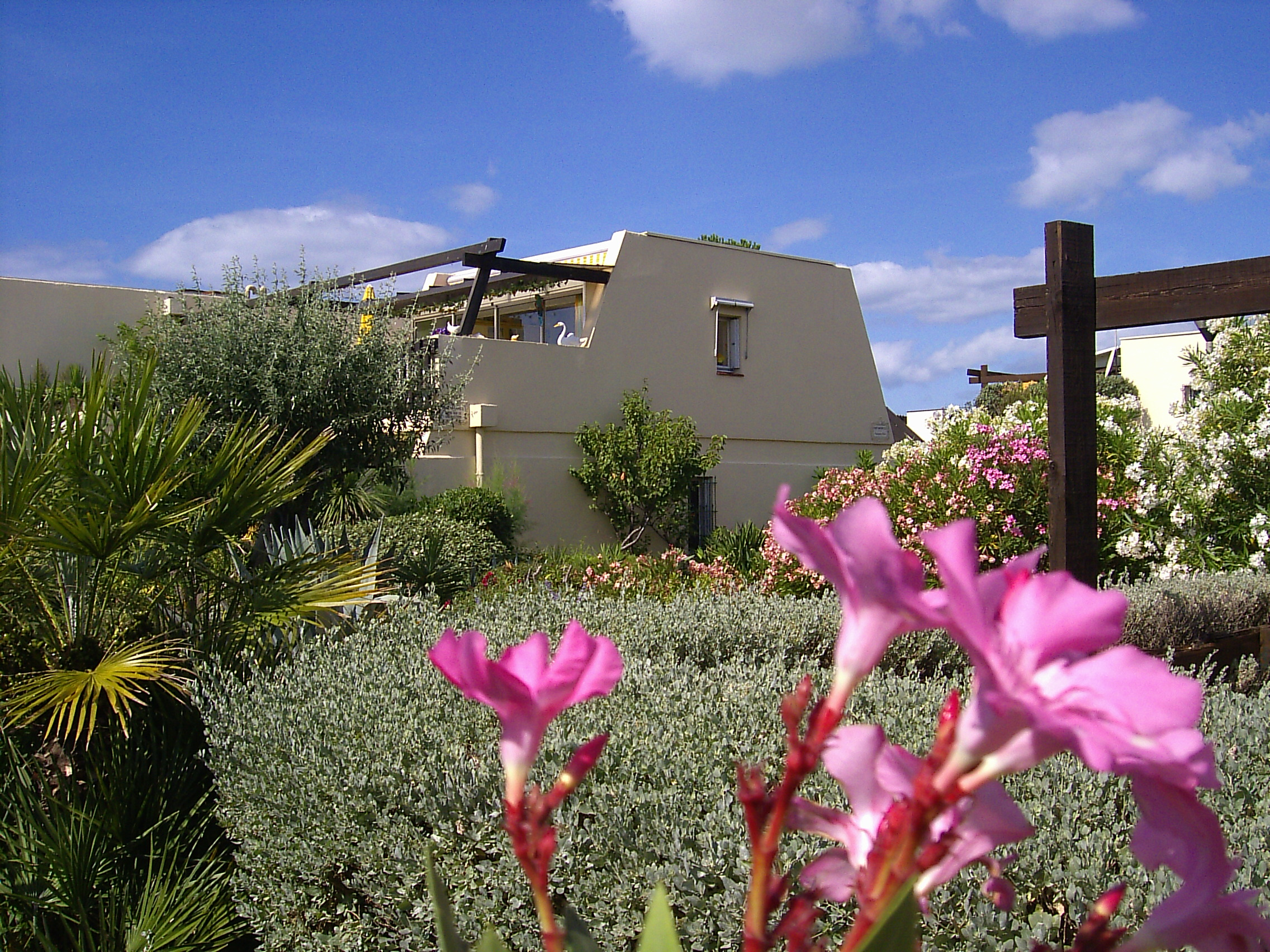
Villaépület a Villas de Port Nature részen
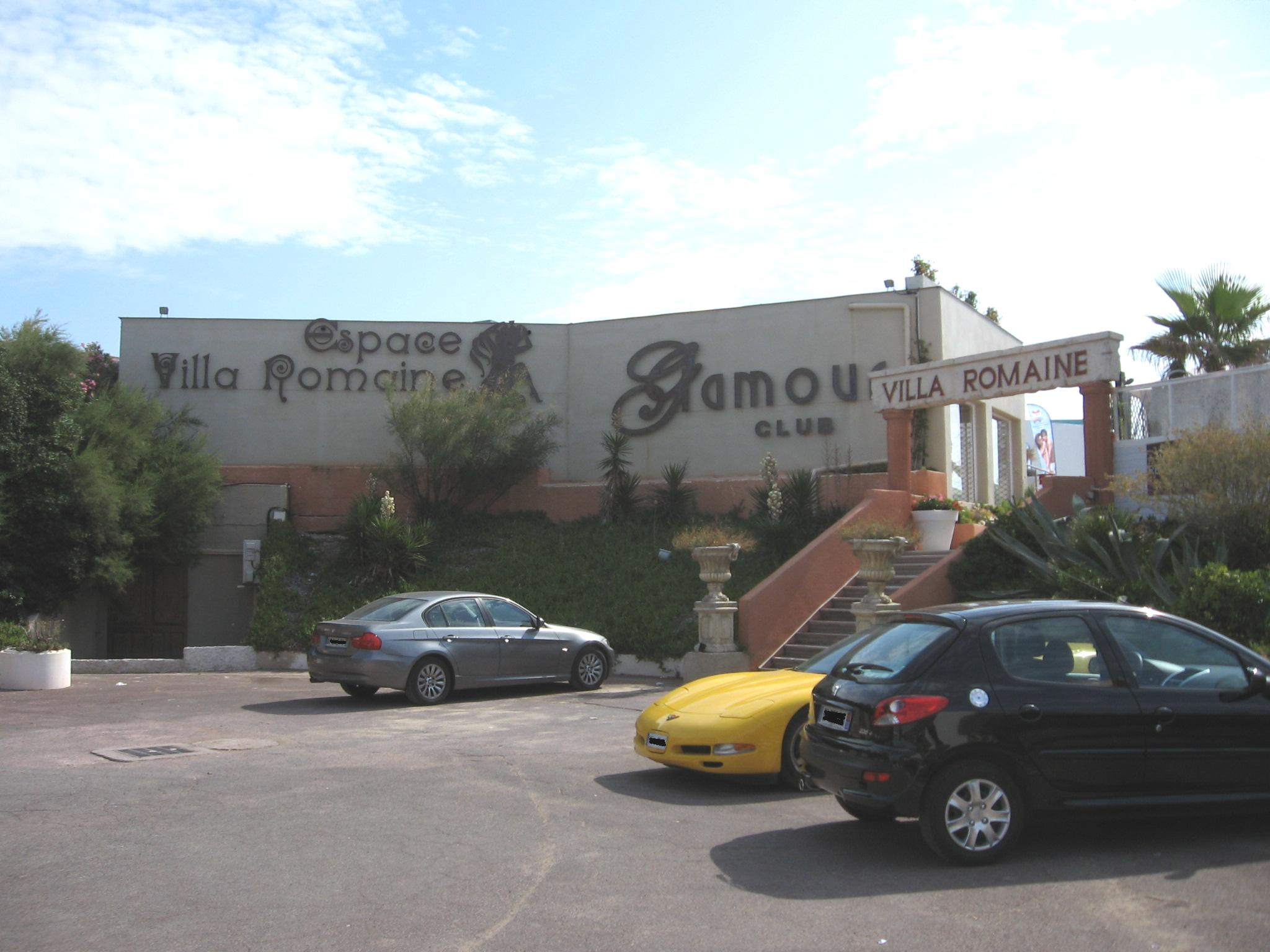
A Glamour éjszakai szórakozóhely bejárata